# Johann Gottlieb Friedrich von Bohnenberger

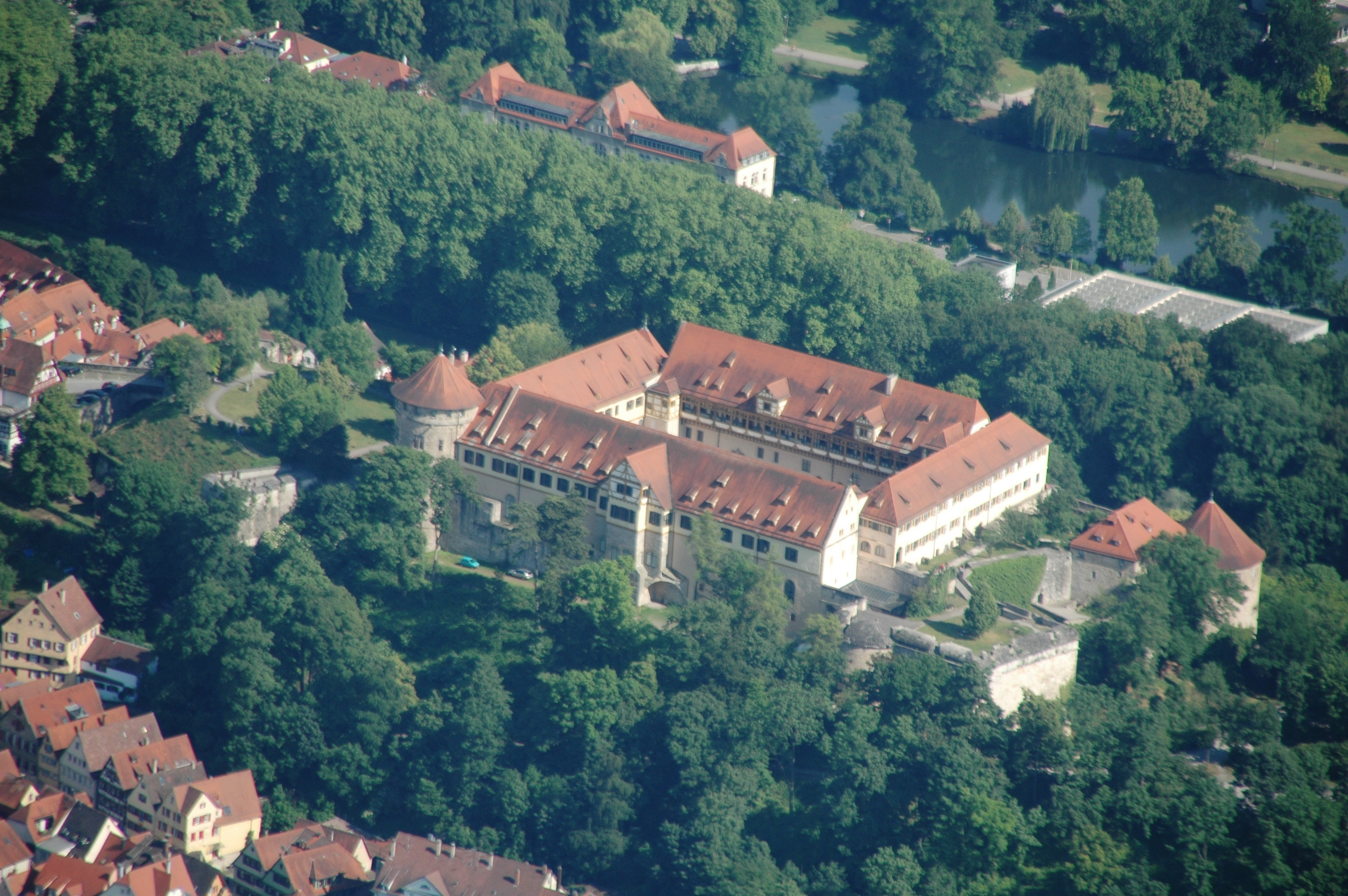
Schloss Hohentübingen. Nordosttornet till vänster (det fanns tidigare även ett sydosttorn, men detta förstördes under trettioåriga kriget 1647).

Johann Gottlieb Friedrich Bohnenberger, efter 1813 von Bohnenberger, född den 5 juni 1765, i Simmozheim, hertigdömet Württemberg, död den 19 april 1831 i Tübingen, kungariket Württemberg, var en tysk matematiker, fysiker och astronom.
Johann Gottlieb Friedrich Bohnenberger var son till prosten och influensmaskinkonstruktören Gottlieb Christoph Bohnenberger, studerade teologi vid Tübinger Stift (ett college knutet till Tübingens universitet) och blev magister 1786. Efter en tid som "pastorsadjunkt" (pfarrvikar) i faderns Altburg (en del av Calw), vände han sig till naturvetenskaperna, influerad både av sin far och sin lärare Christoph Friedrich Pfleiderer. Han lämnade 1793 in en plan för en kartering av Schwaben till fursten Karl Eugen, vilken godkändes, inlemmades i Ignaz Ambros von Ammans (hovkammaråd och kartograf från furstbiskopsdömet Augsburg) sedan 1787 pågående arbete med Augsburg och resulterade kring 1800 i Carte von Schwaben i skala 1:86 400. Bohnenberger fick för detta ett stipendium och företog under 1793-1795 resor till observatoriet i Gotha (där han studerade under Franz Xaver von Zach) och till Göttingens universitet. År 1795 skrev han Anleitung zur geographischen Ortsbestimmung, i vilken han beskrev hur man på olika sätt bestämmer en orts geografiska läge, speciellt med hjälp av en spegelsextant. Boken kom att användas som lärobok och grundlade hans rykte som astronom. År 1796 blev han adjunkt vid observatoriet i Tübingen (sedan 1752 inrymt i nordöstra tornet av Schloss Hohentübingen); därefter befordrades han 1798 till extraordinarie och 1803 till ordinarie professor i matematik och astronomi. Den 1 maj 1798 gifte han sig med Christina Johanna Philippine Luz (15 oktober 1772 - 22 december 1821), och de fick med tiden två döttrar och två söner (dottern Luise Friederike Philippine gifte sig med Christian Gottlob Gmelin och dottern Gottliebin Friederike Wilhelmine gifte sig med Carl Grüneisen, medan den ene sonen, Philipp Gottlieb Friedrich, blev präst och den andre, Christian Heinrich, läkare). När Bohnenberger blev ordinarie professor fick familjen en bostad på slottet och Bohnenberger arbetsrum i nordosttornet.
År 1811 skrev han Anfangsgründe der höheren Analysis om differential- och integralkalkyl och samma år utgavs hans lärobok i astronomi, Astronomie.
Bohnenberger grundade 1816 tillsammans med Bernhard von Lindenau tidskriften Zeitschrift für Astronomie und verwandte Wissenschaften.
År 1826 kom Bohnenbergers De computandis dimensionibus trigonometricis in superficie terrae sphaerodica institutis, som behandlar sfärisk trigonometri och speciellt "Soldnerska koordinater", ut. Det Soldnerska koordinatsystemet (uppkallat efter Johann Georg von Soldner och använt i delar av Tyskland in på 1900-talet) användes vid den då pågående karteringen av Württemberg, för vilken Bohnenberger var vetenskaplig ledare (se nedan).
Bohnenberger blev 1797 korresponderande ledamot av Akademie der Wissenschaften zu Göttingen, 1809 av Bayerische Akademie der Wissenschaften, 1820 av Académie des Sciences i Paris och 1826  Berlin-Brandenburgsche Akademie der Wissenschaften.
År 1813 tilldelades han Civilförtjänstorden och adlades.
Efter sin död efterträddes han av Johann Gottlieb Nörrenberg på professorsstolen.
En 32 km stor krater nära östra kanten av Mare Nectaris på månen uppkallades 1935 efter Bohnenberger. Gatunamnet Bohnenbergerstraẞe återfinns i sex Baden-Württembergska kommuner, bland dem städerna Tübingen, Balingen, Heilbronn och Mannheim.

## Uppfinningar och konstruktioner

### Bohnenbergers "maskin" - gyroskopet

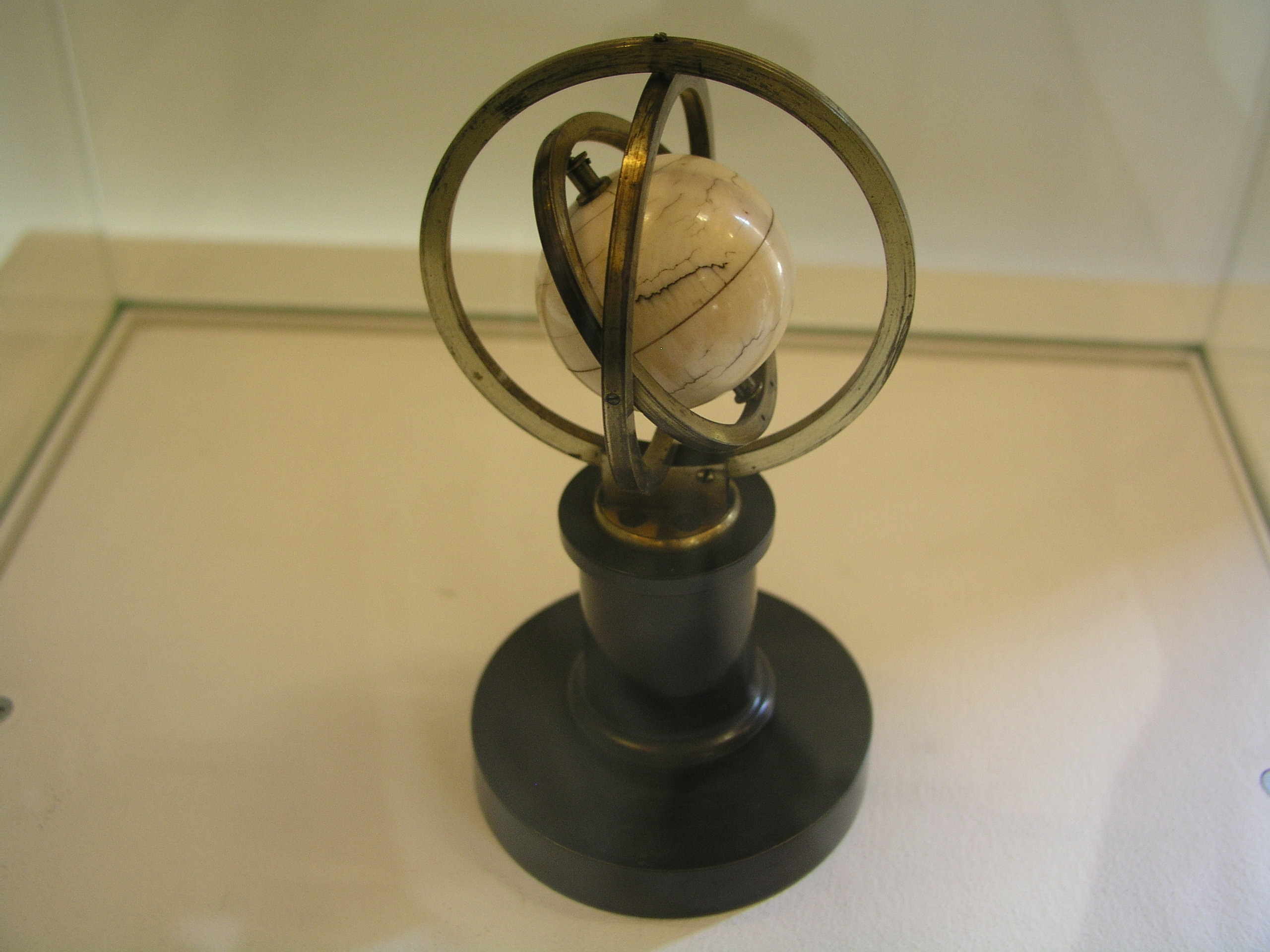
Bohnenbergers "maskiner" troddes alla vara försvunna då detta exemplar med en elfenbenssfär och mässingscirklar upptäcktes vid en inventering på Kepler-Gymnasium i Tübingen i december 2004.

Bohnenberger lät mellan 1810 och 1817 instrumentmakaren Johann Wilhelm Gottlob Buzengeiger förfärdiga ett antal "maskiner" bestående av en roterbar sfär med kardanupphängning, vilka är föregångare till det av Léon Foucault 1852 konstruerade gyroskopet. Detta har senare kommit till användning hos instrument som gyrokompass, kursgyro och horisontgyro. Bohnenberger använde "maskinerna" för att demonstrera att rörelsemängdsmomentets bevarande höll jordaxelns riktning stabil i förhållande till sin bana och fixstjärnorna, men att yttre krafter strävade efter räta upp axeln vilket orsakade en precessionsrörelse. Han publicerade maskinernas konstruktion 1817 och avslutade artikeln med att "Herr Universitetsmekaniken Buzengeiger i Tübingen förfärdigar maskinerna mycket noggrant till ett pris av 18 gulden".

### Reversionspendeln
Reversionspendeln, med vars hjälp man kan mäta tyngdaccelerationen, beskrevs av Bohnenberger i Astronomie 1811. Detta är sex år före Henry Katers publikation 1818, men denne anges dock ofta som uppfinnare, och Kater anses ha varit den som först använde den i praktiken. Bohnenberger skall ha fått idén redan under sin studietid i Göttingen 1793-1794., men var inte först med att presentera idén, utan Gaspard de Prony hade föreslagit den 1800 i samband med den franska vetenskapsakademins meterdefinition; men de Pronys förslag avvisades, föll i glömska och publicerades inte förrän 1889.

### Bohnenbergers elektroskop
Bohnenberger konstruerade även ett elektroskop, vilket "förfärdigades mycket bra av Herr Universitetsmekaniker Buzengeiger för sju gulden, utan kondensator, och för nio gulden med kondensator". Se artkeln Bohnenbergers elektroskop.

## Uppmätningen och karteringen av Württemberg
Vilhelm I av Württemberg utställde den 25 maj 1818 ett dekret om en geodetisk mätning och kartering av kungariket Württemburg, för vilken Bohnenberger utsågs till vetenskaplig ledare, medan det administrativa och organisatoriska ansvaret låg på Franz Jakob von Mittnacht (1781–1849). Som nollpunkt utsåg Bohnenberger Schloss Hohentübingens nordosttorn och den cirka 13 kilometer långa baslinljen - noga uppmätt med stänger -  gick från Schloss Solitude i Stuttgart till Ludwigsburg. Hela företaget avslutades den 1 juli 1840 och hade då kostat 3,8 miljoner gulden, motsvarande 40 % av en statlig årsbudget. Då hade över fem miljoner mätningar gjorts, resulterande i 15 572 kartblad i skala 1:2500 och 300 stadskartor. Därutöver framställdes 55 topografiska kartblad med Lehmannska lutningsstreck i skala 1:50 000 (nerskalade från 192 kartor i skala 1:25 000 med pantograf), vilket tog ytterligare fyra år.

## Galleri

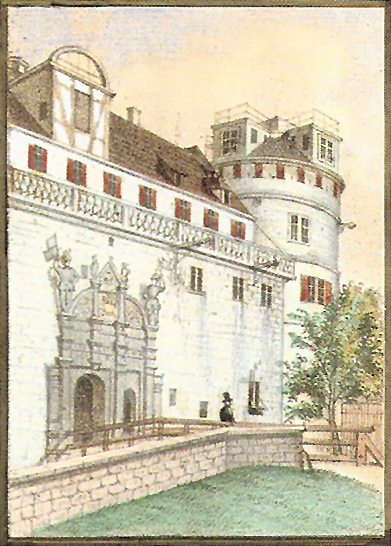
Nordosttornet 1850 med observatoriet högst upp. Tillbyggnaderna togs bort 1955 och det koniska taket återställdes.
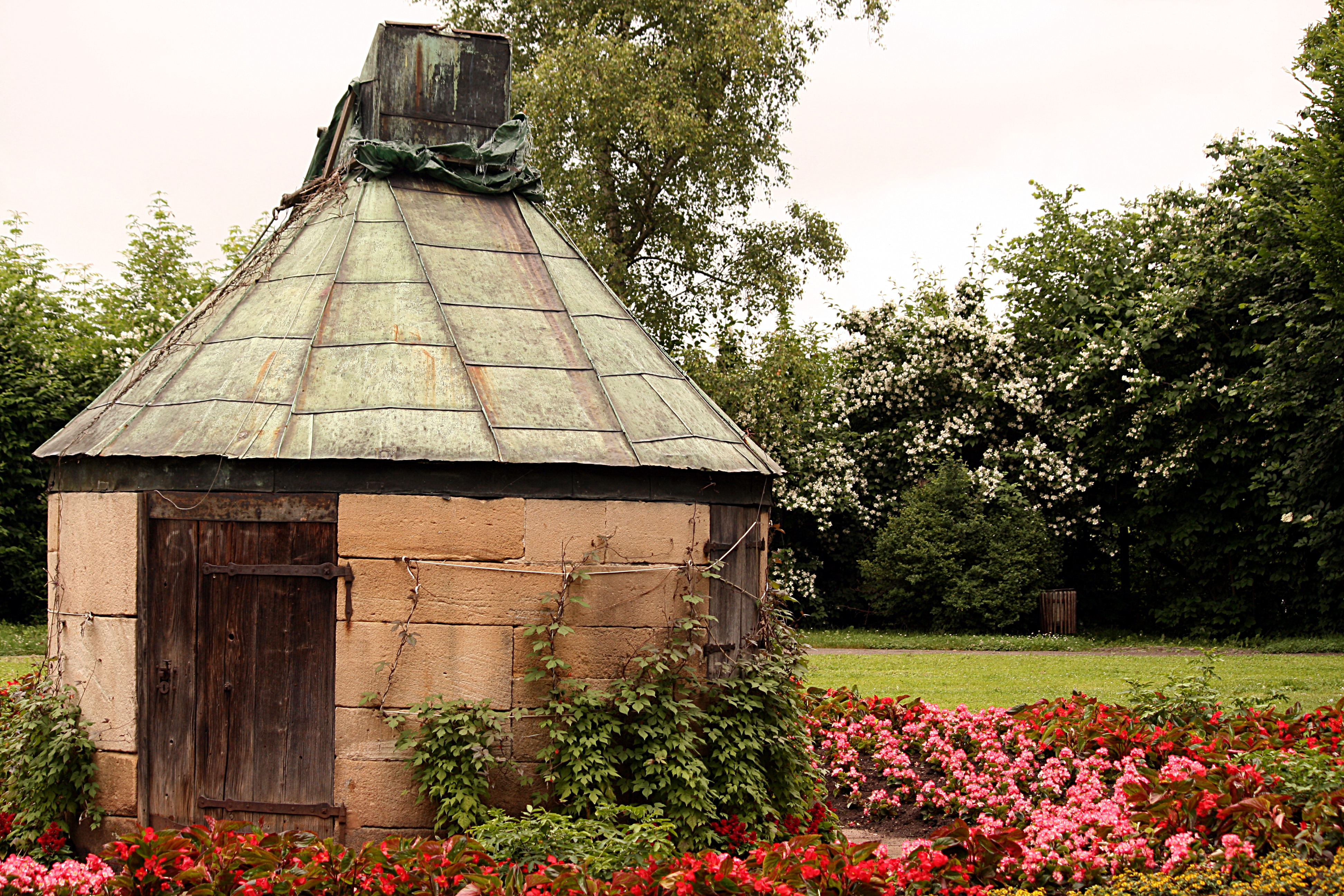
Bohnenbergers i slottsträdgården belägna observatorium med vridbart tak. Det uppfördes för att inhysa hans 1814 levererade meridiancirkel tillverkad av Georg Friedrich von Reichenbach.
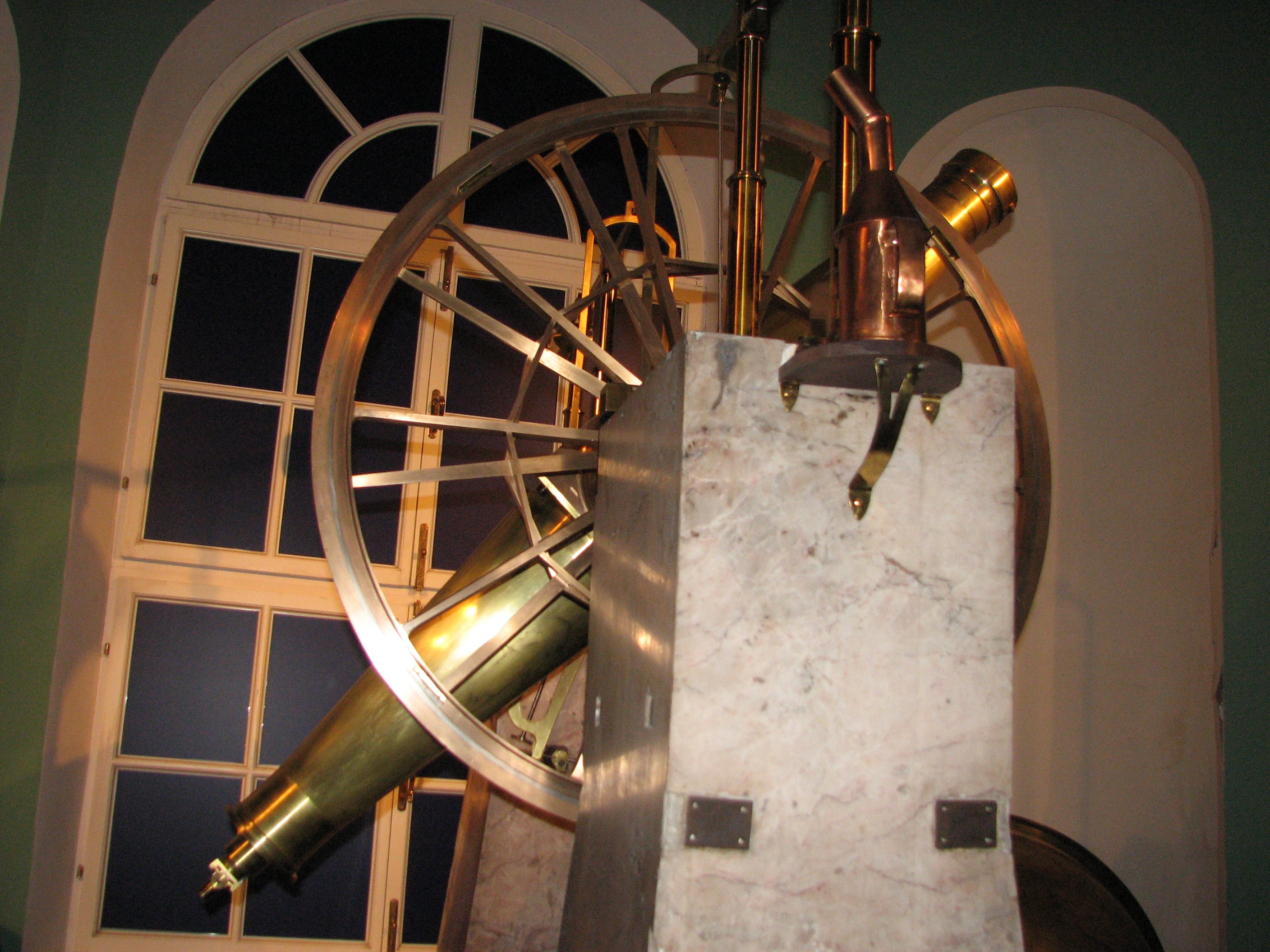
Meridiancirkeln är ett precisionsinstrument för vinkelmätning. Detta tysktillverkade exemplar från 1828 finns att beskåda på Kunstkamera ("konstkammaren") i Sankt Petersburg.
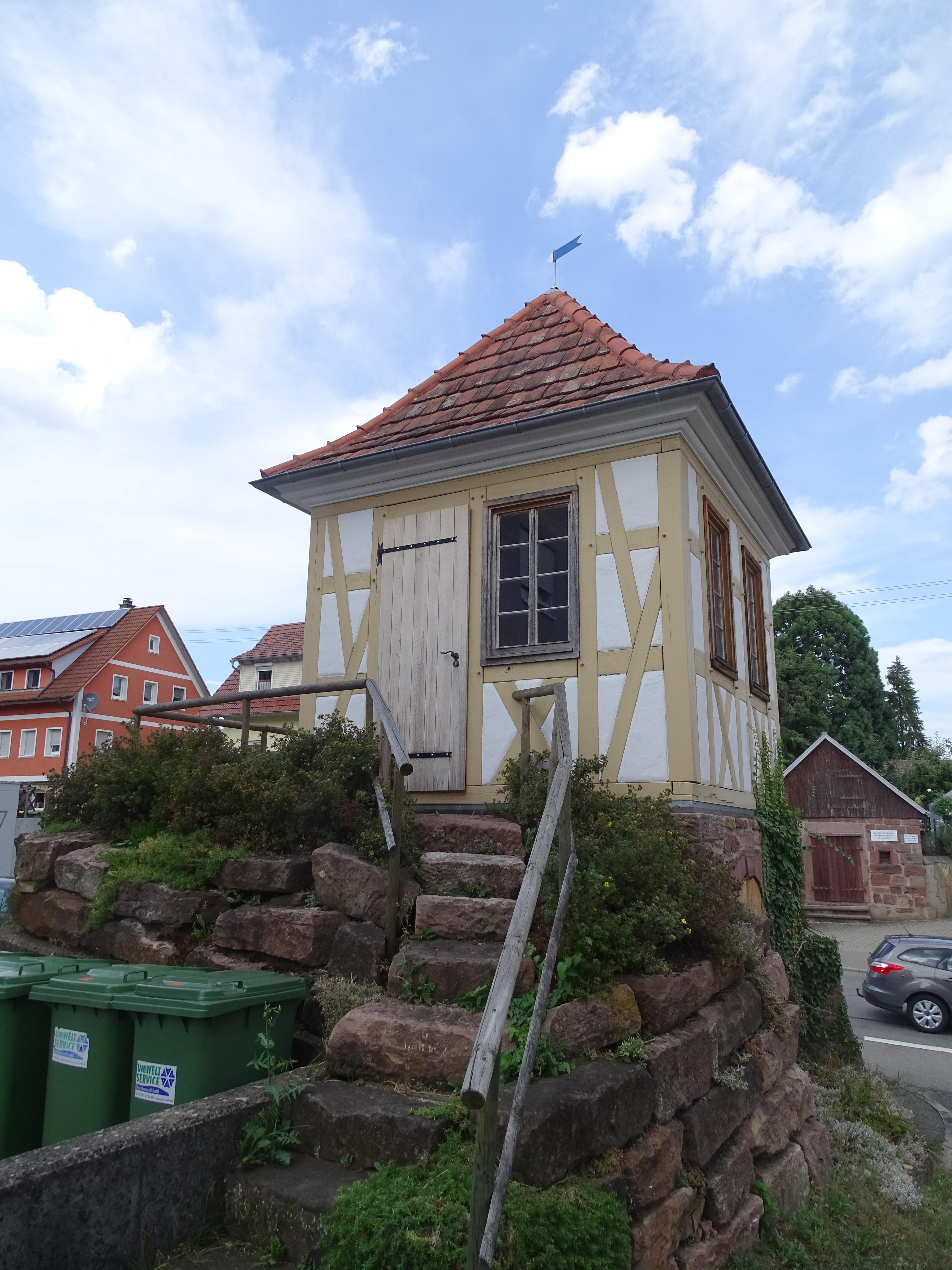
Bohnenbergers observatorium i Altburg.
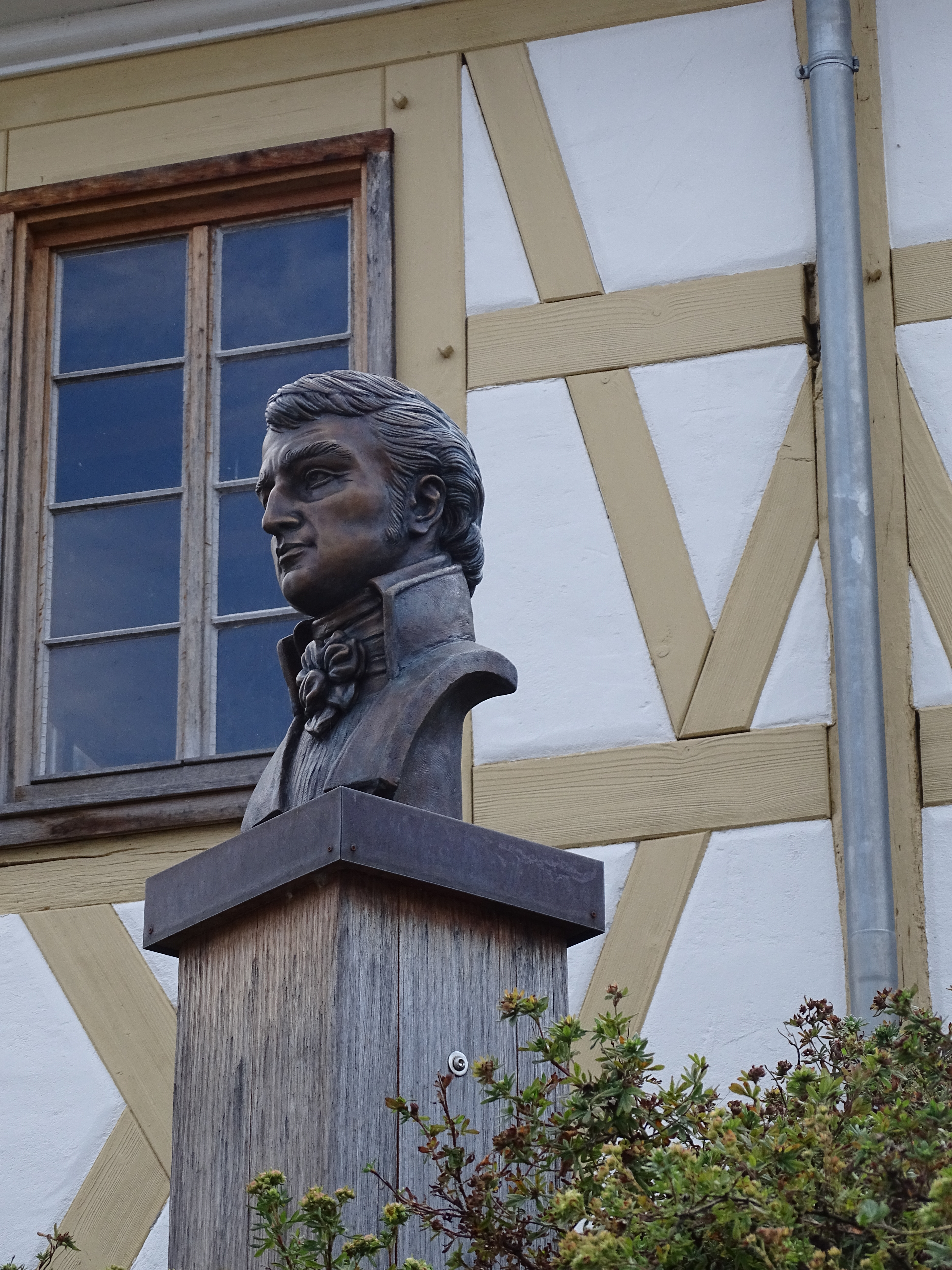
Byst av Bohnenberger i Altburg.
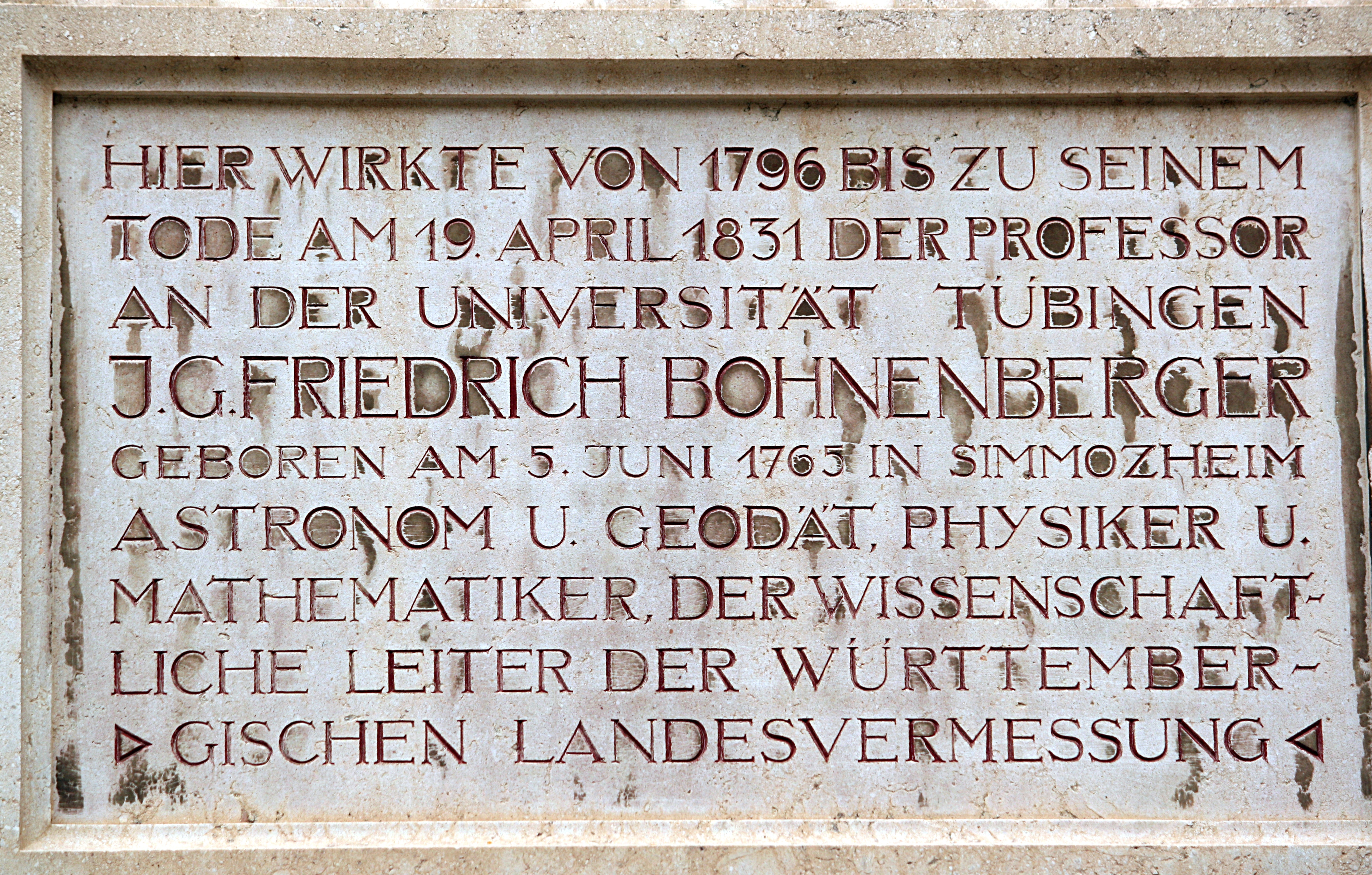
Minnestavla över Bohnenberger på Schloss Hohentübingens innergård.
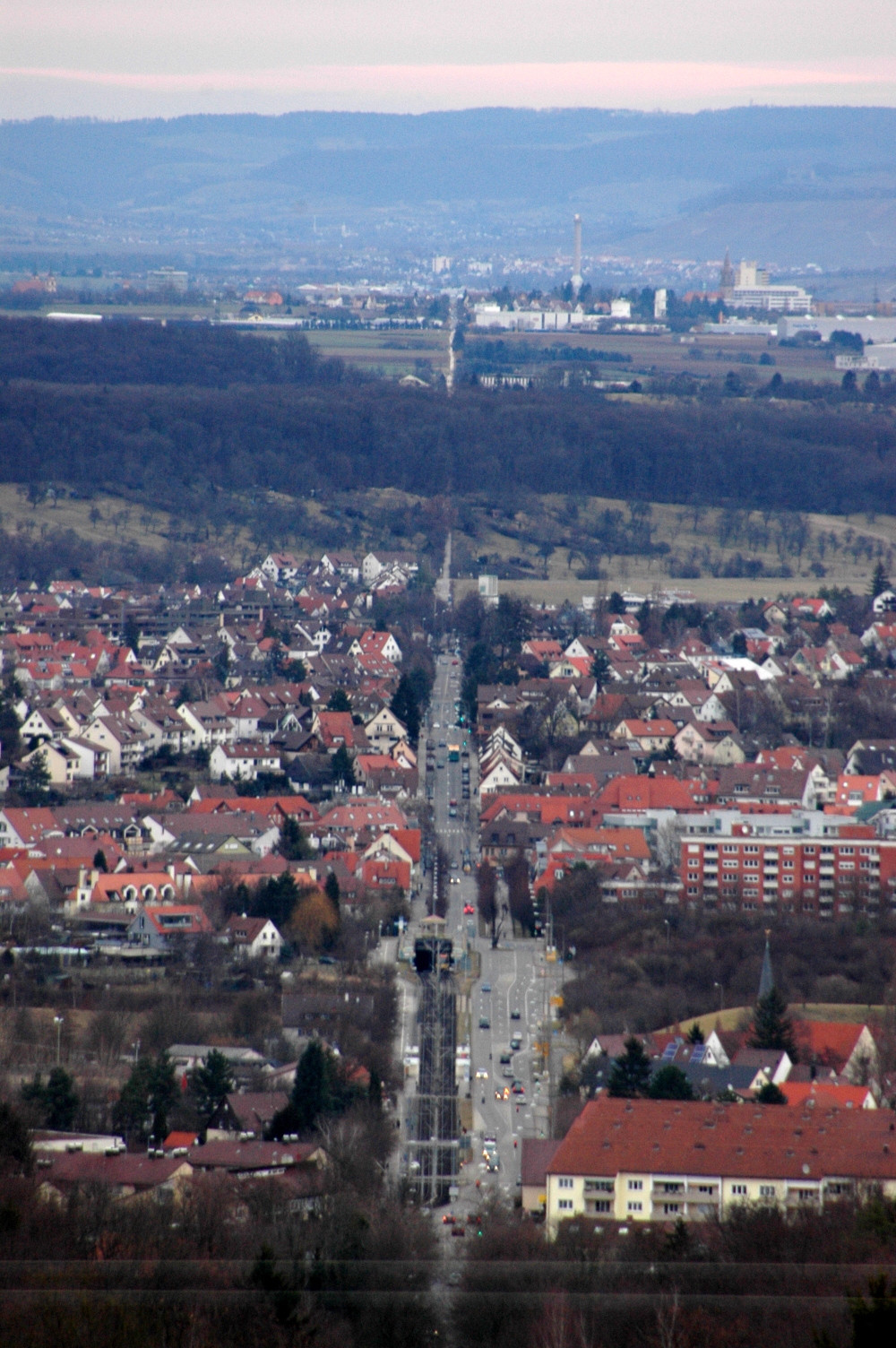
Den 1678 anlagda raka vägen mellan Schloss Solitude och Ludwigsburg användes som cirka 13 032 meter (mätningarna publicerades i württembergska fot à 0,2864903 m[26][30]) lång baslinje vid karteringen av Württemberg.
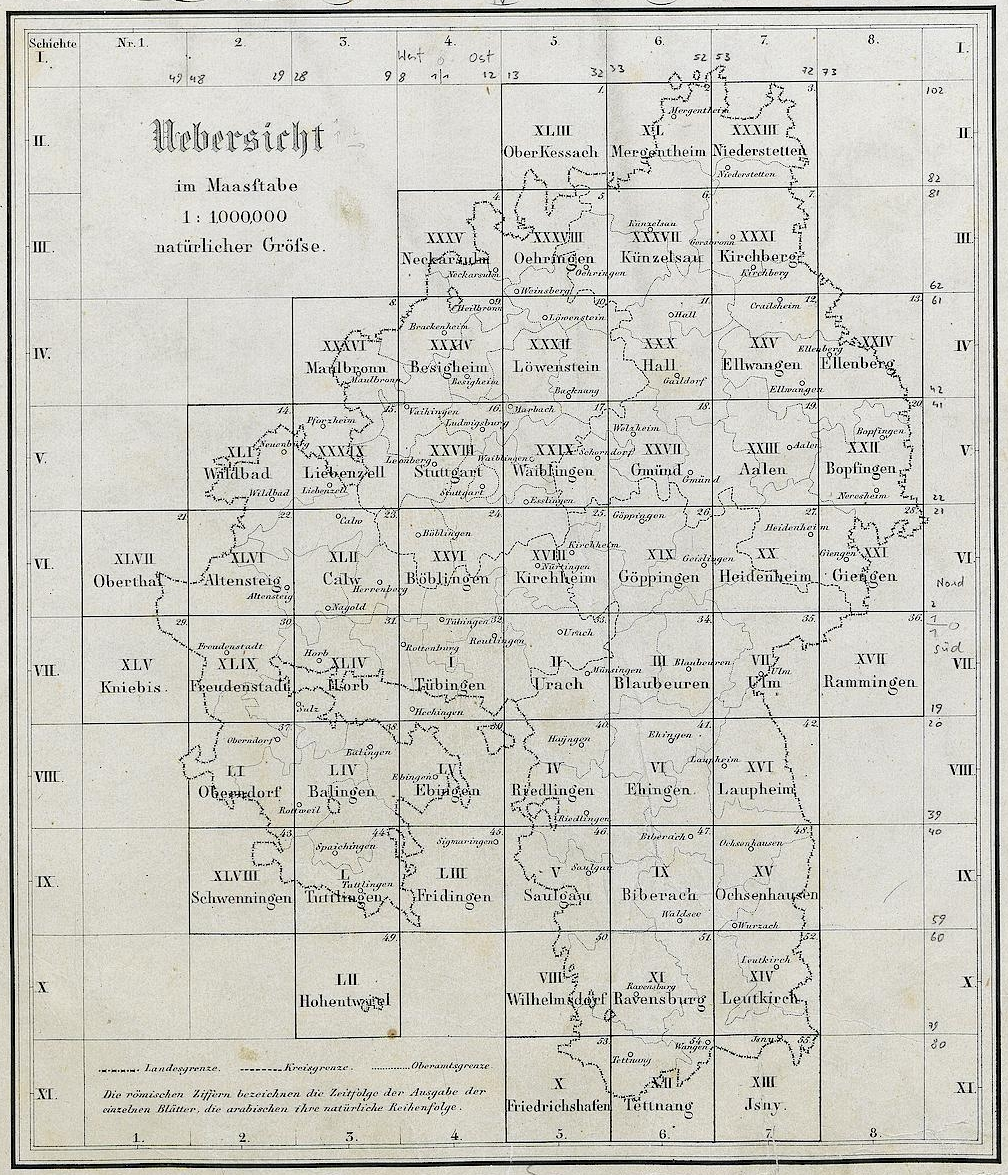
Indelningen av den topografiska kartans 55 blad, vilka var i skala 1:50 000.
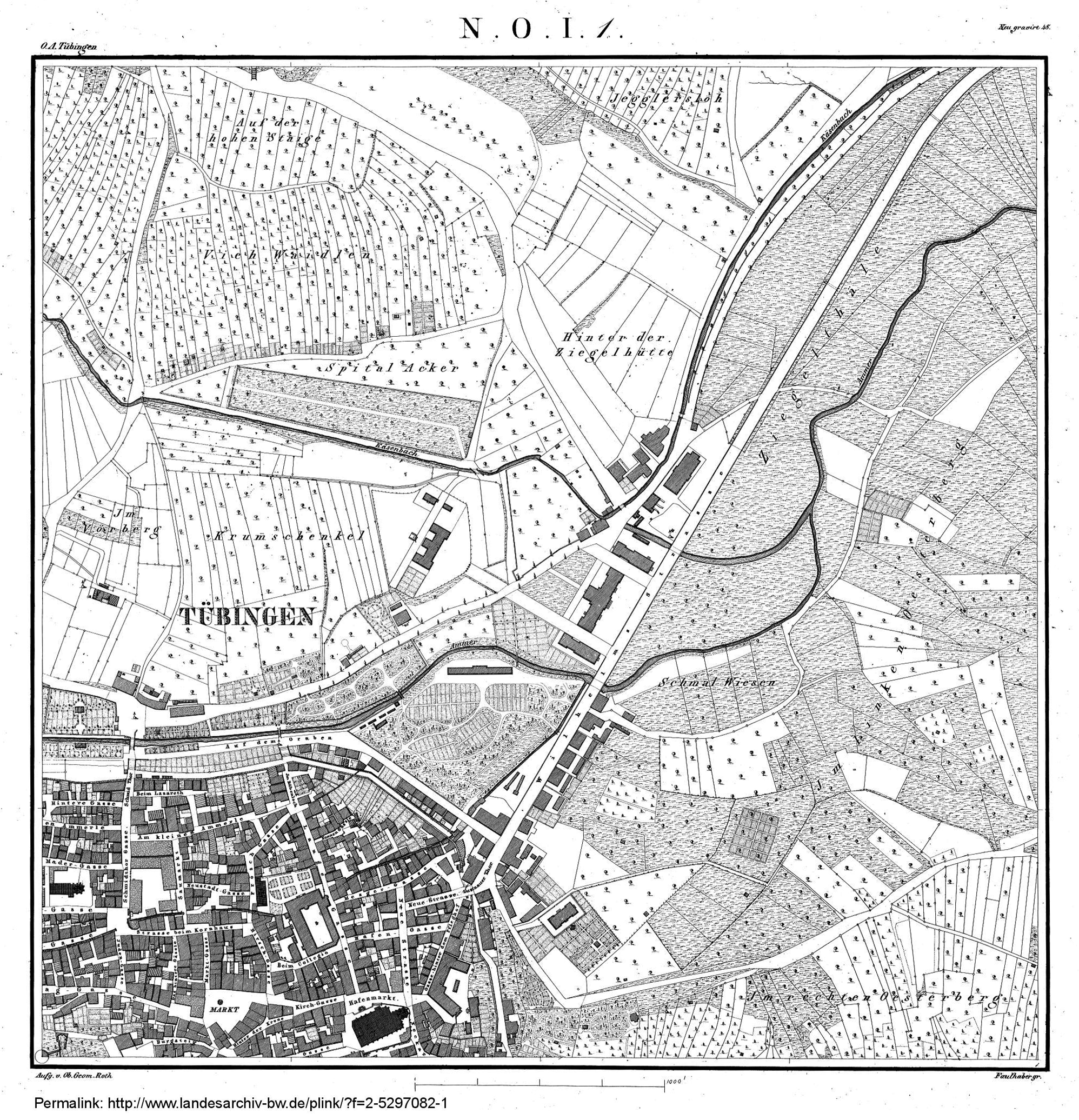
Kartbladet Tübingen NO I-1 (originalskala 1:2500 och över en kvadratmeter stor)  med Hohentübingens nordosttorn markerat med en ring i kartans sydvästhörn.
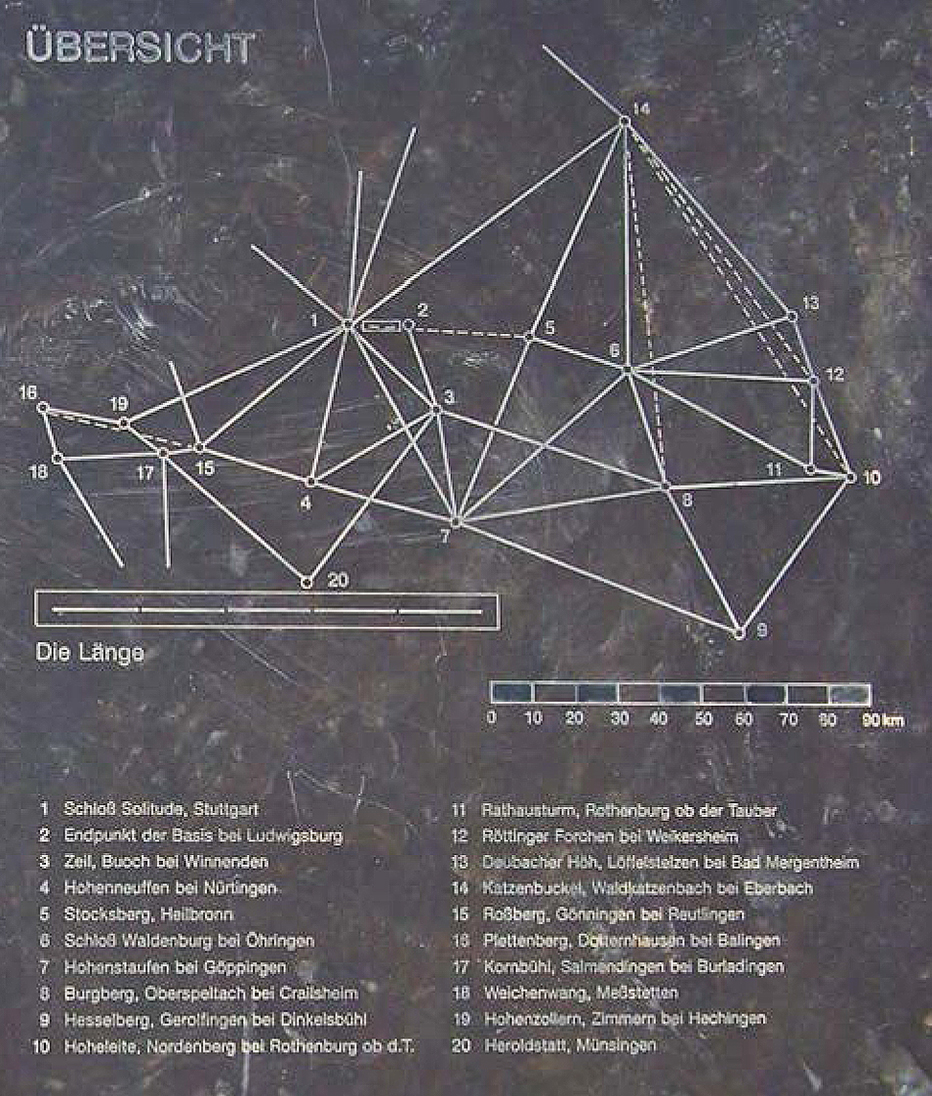
Informationstavla i Garten der Triangulation vid Schloss Solitude.